# 蒙泰居 (朗德省)
蒙泰居（法語：Montégut，法語發音：[mɔ̃teɡy]）是法国朗德省的一个市镇，属于蒙德马桑区。

## 地理
蒙泰居（43°52'31"N, 0°11'56"W）面积4.82 平方千米，位于法国新阿基坦大区朗德省，该省份为法国西南部沿海省份，是法國本土面积第二大的省，北起吉倫特省，西临大西洋，南至大西洋比利牛斯省，东临热尔省，东北与洛特-加龍省接壤。
与蒙泰居接壤的市镇（或旧市镇、城区）包括：卡斯泰克斯-达马尼亚克、拉讷迈尼昂、蒙吉耶姆、阿尔泰达尔马尼亚克、佩尔基。

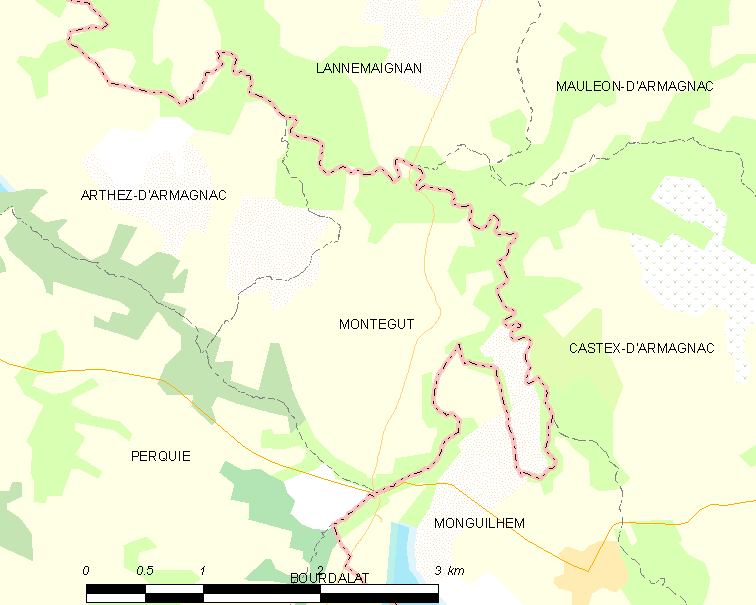
的OSM定位图

蒙泰居的时区为UTC+01:00、UTC+02:00（夏令时）。

## 行政
蒙泰居的邮政编码为40190，INSEE市镇编码为40193。

## 政治
蒙泰居所属的省级选区为阿杜尔-阿马尼亚克县。

## 人口

1962-2008年间人口变化图示

蒙泰居于2022年1月1日时的人口数量为78人。